# 库米拉阿达尔沙沙达尔乌帕齐拉
库米拉阿达尔沙沙达尔乌帕齐拉，是孟加拉国吉大港专区的库米拉县的乌帕齐拉。